# El hombre que trepaba
El hombre que trepaba es uno de los 56 relatos cortos sobre Sherlock Holmes escrito por Arthur Conan Doyle. Fue publicado originalmente en The Strand Magazine y posteriormente recogido en la colección El archivo de Sherlock Holmes.

## Argumento
Al narrar esta aventura, la intención es "disipar de una vez para siempre todos aquellos feos rumores que hará veinte años trajeron la revuelta a la universidad y hallaron eco en las sociedades doctas de Londres".
Un domingo de septiembre de 1903, Watson fuma en su butaca cuando un telegrama rompe la paz y monotonía del doctor Watson. Decía así: "Si le es posible venga, si no, venga de todos modos 
—S.H."